# Die Alte im Wald

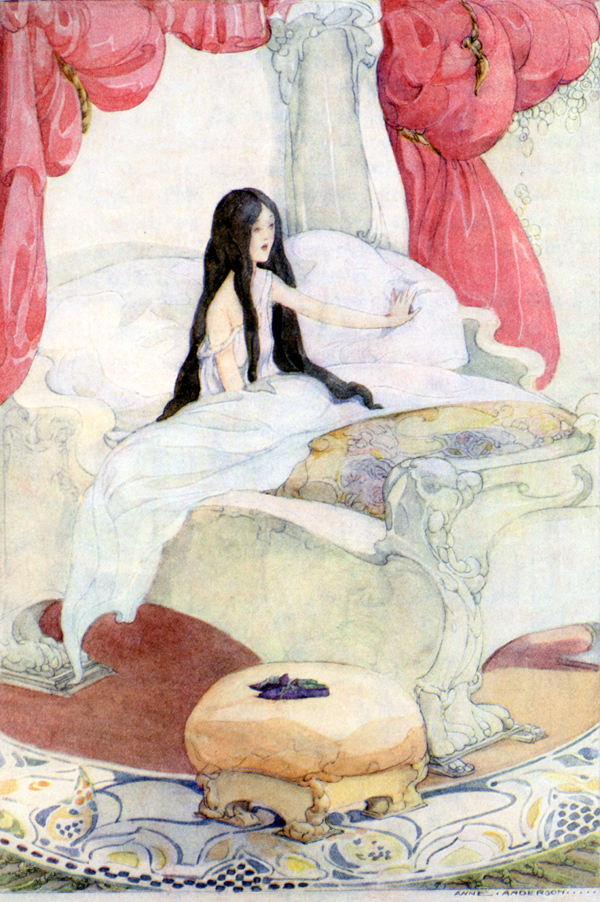
Ilustração de Anne Anderson (1922)

Die Alte im Wald é  um conto de fadas alemão, recolhido pelos Irmãos Grimm, sob o número 123. Ele está posto no Sistema de classificação de Aarne-Thompson, sob o número 442.